# Scott Spann
Scott Spann Jr. (Austin (Texas), 11 mei 1988) is een voormalige Amerikaanse zwemmer die gespecialiseerd is in de schoolslag. Hij vertegenwoordigde zijn vaderland op de Olympische Zomerspelen 2008 in Peking.

## Carrière
Spann won een bronzen medaille op de 200 meter schoolslag tijdens de Pan-Amerikaanse Spelen in 2007. Hij beleefde zijn doorbraak echter in 2008: tijdens de Amerikaanse trials plaatste hij zich verrassend op de 200 meter schoolslag voor de Olympische Spelen van 2008. Hij hield onder meer zijn teamgenoot bij Longhorn Aquatics en voormalig wereldrecordhouder Brendan Hansen ruim achter zich.
Spann plaatste zich als tiende voor de halve finales, daarin overtuigde hij met een nieuw persoonlijk record. Hij zwom voor de eerste keer onder de 2 minuten 10 en plaatste zich als derde voor de finale. In die finale liep het veel minder vlot voor Spann, hij zwom de hele race in de middenmoot en finishte uiteindelijk als zesde in een tijd van 2.09,76, meer dan een halve seconde boven zijn PR.
Na de Spelen ging het niet goed voor Spann, hij moest worden geopereerd worden aan z'n knieschijf. Hij begon te snel opnieuw te zwemmen waardoor hij een slijmbeursontsteking in z'n knie kreeg. Tot overmaat van ramp kreeg hij een staphylococcus aureus infectie in de wond en moest opnieuw twee keer worden geopereerd. Uiteindelijk kon Spann pas zes weken voor de Amerikaanse selectiewedstrijden voor de wereldkampioenschappen zwemmen 2009 weer voluit beginnen te trainen. Op de 100 meter schoolslag verbeterde Spann zijn persoonlijk record in de series, in de finale zwom hij pas de vierde tijd en plaatste zich daarmee niet voor de WK. Ook op zijn beste afstand, de 200 meter schoolslag, slaagde hij er niet in op zich te verzekeren van een plaatsje in het Amerikaanse team. Het zag er aanvankelijk goed uit voor Spann, die na het eerste keerpunt aan de leiding ging, nog voor de latere winnaar Eric Shanteau, na 150 meter zwom hij nog steeds op de tweede plaats maar in de laatste meters werd hij voorbijgezwommen door Adam Klein en Curtis Lovelace en mist zo de WK. Zijn eindtijd van 2.11,12 was ook ruim boven zijn persoonlijk record.
Op de Pan Pacific kampioenschappen zwemmen 2010 in Irvine eindigde de Amerikaan als zevende op de 200 meter schoolslag en als twaalfde op de 50 meter schoolslag, op de 100 meter schoolslag strandde hij in de series.
In juli 2011 maakte Elliott Keefer in een interview met Swimming World Magazine bekend dat hij de plaats van Spann inneemt op de 200 meter schoolslag in het Amerikaanse team tijdens de wereldkampioenschappen zwemmen 2011 in Shanghai, met als reden dat Spann gestopt is met de wedstrijdsport.
Scott Spann studeert wiskunde aan de Universiteit van Texas in Austin en zwemt voor de Longhorn Aquatics.

## Belangrijkste resultaten
| Jaar | Olympische Spelen  | WK langebaan  | WK kortebaan  | PanPacs                                                     | Pan-Ams         |
| ---- | ------------------ | ------------- | ------------- | ----------------------------------------------------------- | --------------- |
| 2007 |                    | geen deelname |               |                                                             | 200m schoolslag |
| 2008 | 6e 200m schoolslag |               | geen deelname |                                                             |                 |
| 2009 |                    | geen deelname |               |                                                             |                 |
| 2010 |                    |               | geen deelname | 12e 50m schoolslag serie 100m schoolslag 7e 200m schoolslag |                 |

## Persoonlijke records
(bijgewerkt t.e.m. 7 juli 2009)

### Langebaan
| Afstand         | Tijd    | Datum            | Plaats       |
| --------------- | ------- | ---------------- | ------------ |
| 50m schoolslag  | 27,82   | 20 augustus 2010 | Irvine       |
| 100m schoolslag | 1.00,10 | 7 juli 2009      | Indianapolis |
| 200m schoolslag | 2.09,08 | 13 augustus 2008 | Peking       |